# Midfield (Alabama)
Midfield é uma cidade localizada no estado americano do Alabama, no Condado de Jefferson.

## Demografia
Segundo o censo americano de 2000, a sua população era de 5626 habitantes.
Em 2006, foi estimada uma população de 5246, um decréscimo de 380 (-6.8%).

## Geografia
De acordo com o United States Census Bureau tem uma área de 6,7 km², sem área coberta por água.

## Localidades na vizinhança
O diagrama seguinte representa as localidades num raio de 8 km ao redor de Midfield.